# 북위 42도
북위 42도는 적도에서 42도 북쪽을 지나는 위선이다. 유럽, 지중해, 아시아, 태평양, 북아메리카, 대서양을 지난다.
본초 자오선에서 동쪽 방향으로, 북위 42도선은 다음 지역을 지난다.
| 좌표                                                            | 나라, 지역, 해역       | 주석 |
| --------------------------------------------------------------- | ---------------------- | --- |
| 북위 42° 0′ 동경 0° 0′  / 북위 42.000° 동경 0.000°              | 스페인                 | 지로나 바로 북쪽을 지난다. |
| 북위 42° 0′ 동경 3° 11′  / 북위 42.000° 동경 3.183°             | 지중해                 | |
| 북위 42° 0′ 동경 8° 39′  / 북위 42.000° 동경 8.650°             | 프랑스                 | 코르시카 섬 |
| 북위 42° 0′ 동경 9° 27′  / 북위 42.000° 동경 9.450°             | 지중해                 | 티레니아해 |
| 북위 42° 0′ 동경 11° 58′  / 북위 42.000° 동경 11.967°           | 이탈리아               | |
| 북위 42° 0′ 동경 15° 0′  / 북위 42.000° 동경 15.000°            | 아드리아해             | |
| 북위 42° 0′ 동경 19° 9′  / 북위 42.000° 동경 19.150°            | 몬테네그로             | |
| 북위 42° 0′ 동경 19° 23′  / 북위 42.000° 동경 19.383°           | 알바니아               | |
| 북위 42° 0′ 동경 20° 37′  / 북위 42.000° 동경 20.617°           | 코소보                 | 세르비아는 코소보를 영토의 일부로 주장한다. |
| 북위 42° 0′ 동경 20° 46′  / 북위 42.000° 동경 20.767°           | 북마케도니아           | 스코페를 지난다 |
| 북위 42° 0′ 동경 22° 52′  / 북위 42.000° 동경 22.867°           | 불가리아               | |
| 북위 42° 0′ 동경 26° 56′  / 북위 42.000° 동경 26.933°           | 튀르키예               | |
| 북위 42° 0′ 동경 27° 25′  / 북위 42.000° 동경 27.417° 세르비아) | 불가리아               | |
| 북위 42° 0′ 동경 27° 51′  / 북위 42.000° 동경 27.850°           | 튀르키예               | 약 3km |
| 북위 42° 0′ 동경 27° 53′  / 북위 42.000° 동경 27.883° 세르비아) | 불가리아               | |
| 북위 42° 0′ 동경 28° 2′  / 북위 42.000° 동경 28.033°            | 흑해                   | |
| 북위 42° 0′ 동경 33° 17′  / 북위 42.000° 동경 33.283°           | 튀르키예               | |
| 북위 42° 0′ 동경 33° 34′  / 북위 42.000° 동경 33.567°           | 흑해                   | |
| 북위 42° 0′ 동경 34° 52′  / 북위 42.000° 동경 34.867°           | 튀르키예               | |
| 북위 42° 0′ 동경 35° 7′  / 북위 42.000° 동경 35.117°            | 흑해                   | |
| 북위 42° 0′ 동경 41° 45′  / 북위 42.000° 동경 41.750°           | 조지아                 | |
| 북위 42° 0′ 동경 46° 5′  / 북위 42.000° 동경 46.083°            | 러시아                 | 다게스탄 공화국 - 약 2km |
| 북위 42° 0′ 동경 46° 7′  / 북위 42.000° 동경 46.117°            | 조지아                 | 약 3km |
| 북위 42° 0′ 동경 46° 9′  / 북위 42.000° 동경 46.150°            | 러시아                 | 다게스탄 공화국 |
| 북위 42° 0′ 동경 48° 20′  / 북위 42.000° 동경 48.333°           | 카스피해               | |
| 북위 42° 0′ 동경 52° 27′  / 북위 42.000° 동경 52.450°           | 카자흐스탄             | |
| 북위 42° 0′ 동경 52° 48′  / 북위 42.000° 동경 52.800°           | 투르크메니스탄         | |
| 북위 42° 0′ 동경 54° 51′  / 북위 42.000° 동경 54.850°           | 카자흐스탄             | |
| 북위 42° 0′ 동경 56° 0′  / 북위 42.000° 동경 56.000°            | 우즈베키스탄           | |
| 북위 42° 0′ 동경 57° 10′  / 북위 42.000° 동경 57.167°           | 투르크메니스탄         | |
| 북위 42° 0′ 동경 60° 0′  / 북위 42.000° 동경 60.000°            | 우즈베키스탄           | |
| 북위 42° 0′ 동경 66° 0′  / 북위 42.000° 동경 66.000°            | 카자흐스탄             | |
| 북위 42° 0′ 동경 70° 20′  / 북위 42.000° 동경 70.333°           | 우즈베키스탄           | |
| 북위 42° 0′ 동경 70° 50′  / 북위 42.000° 동경 70.833°           | 키르기스스탄           | |
| 북위 42° 0′ 동경 79° 50′  / 북위 42.000° 동경 79.833°           | 중화인민공화국         | 신장 위구르 자치구 간쑤성 내몽골 자치구 |
| 북위 42° 0′ 동경 103° 3′  / 북위 42.000° 동경 103.050°          | 몽골                   | |
| 북위 42° 0′ 동경 105° 56′  / 북위 42.000° 동경 105.933°         | 중화인민공화국         | 내몽골 자치구 허베이성 내몽골 자치구 허베이 성 내몽골 자치구 허베이 성 내몽골 자치구 랴오닝성 내몽골 자치구 랴오닝 성 지린성                                                  |
| 북위 42° 0′ 동경 128° 3′  / 북위 42.000° 동경 128.050°          | 조선민주주의인민공화국 | 량강도 - 백두산 위를 지난다 |
| 북위 42° 0′ 동경 128° 29′  / 북위 42.000° 동경 128.483°         | 중화인민공화국         | 지린 성 (약 8 km) |
| 북위 42° 0′ 동경 128° 34′  / 북위 42.000° 동경 128.567°         | 조선민주주의인민공화국 | 량강도 함경북도 |
| 북위 42° 0′ 동경 130° 2′  / 북위 42.000° 동경 130.033°          | 동해                   | 일본의 오쿠시리 섬 바로 남쪽을 지난다. |
| 북위 42° 0′ 동경 140° 7′  / 북위 42.000° 동경 140.117°          | 일본                   | 홋카이도 섬 |
| 북위 42° 0′ 동경 140° 53′  / 북위 42.000° 동경 140.883°         | 태평양                 | |
| 북위 42° 0′ 동경 143° 9′  / 북위 42.000° 동경 143.150°          | 일본                   | 홋카이도 섬 - 에리모 곶 |
| 북위 42° 0′ 동경 143° 15′  / 북위 42.000° 동경 143.250°         | 태평양                 | |
| 북위 42° 0′ 서경 124° 13′  / 북위 42.000° 서경 124.217°         | 미국                   | 오리건주 / 캘리포니아주 경계 오리건주 / 네바다주 경계 아이다호주 / 네바다주 경계 아이다호주 / 유타주 경계 와이오밍주 네브래스카주 아이오와주 일리노이주 - 시카고를 지난다     |
| 북위 42° 0′ 서경 87° 39′  / 북위 42.000° 서경 87.650°           | 미시간호               | |
| 북위 42° 0′ 서경 86° 33′  / 북위 42.000° 서경 86.550°           | 미국                   | 미시간주 |
| 북위 42° 0′ 서경 83° 11′  / 북위 42.000° 서경 83.183°           | 이리호                 | |
| 북위 42° 0′ 서경 82° 58′  / 북위 42.000° 서경 82.967°           | 캐나다                 | 온타리오주 |
| 북위 42° 0′ 서경 82° 29′  / 북위 42.000° 서경 82.483°           | 이리호                 | |
| 북위 42° 0′ 서경 80° 26′  / 북위 42.000° 서경 80.433°           | 미국                   | 펜실베이니아주 뉴욕주 / 펜실베이니아주 경계 뉴욕주 코네티컷주 - 매사추세츠 주의 경계 바로 남쪽을 지난다 로드아일랜드주 - 매사추세츠 주의 경계 바로 남쪽을 지난다 매사추세츠주 |
| 북위 42° 0′ 서경 70° 42′  / 북위 42.000° 서경 70.700°           | 케이프코드 만          | |
| 북위 42° 0′ 서경 70° 5′  / 북위 42.000° 서경 70.083°            | 미국                   | 매사추세츠주 (케이프코드) |
| 북위 42° 0′ 서경 70° 2′  / 북위 42.000° 서경 70.033°            | 대서양                 | |
| 북위 42° 0′ 서경 8° 53′  / 북위 42.000° 서경 8.883°             | 스페인                 | |
| 북위 42° 0′ 서경 8° 39′  / 북위 42.000° 서경 8.650°             | 포르투갈               | |
| 북위 42° 0′ 서경 8° 7′  / 북위 42.000° 서경 8.117°              | 스페인                 | |

## 같이 보기
- 북위 41도
- 북위 43도